# سلامانکا، گوآناخوآتو
سلامانکا (به اسپانیایی: Salamanca) از شهرهای کشور مکزیک است که در ایالت گوآناخوآتو قرار دارد و جمعیت آن طبق سرشماری سال ۲۰۱۰ میلادی ۲۶۰٬۷۵۹ نفر بوده است.